# Triángulo trinomial
En matemáticas, se define a un triángulo trinomial como una variante del triángulo de Pascal siendo la única diferencia que en el triángulo trinomial es generado con la suma de las tres entradas adyacentes de la anterior fila a diferencia del triángulo de Pascal que son dos. Tiene aplicaciones relacionadas con la combinatoria y los números triangulares.
{\displaystyle {\begin{matrix}&&&&&&1\\&&&&&1&1&1\\&&&&1&2&3&2&1\\&&&1&3&6&7&6&3&1\\&&1&4&10&16&19&16&10&4&1\\&1&5&15&30&45&51&45&30&15&5&1\end{matrix}}}
Triángulo trinomial primeras 6 filas.
El coeficiente de la fila n y entrada k se definiría de la siguiente manera:
{\displaystyle {\binom {n}{k}}_{2}}
Las filas se empiezan a contar en 0 y las entradas en -n, teniendo 2n + 1 elementos cada fila.

## Propiedades
Cumple esta propiedad:
{\displaystyle {\binom {n}{k}}_{2}={\binom {n}{-k}}_{2}}
Y además cumple:
{\displaystyle \sum _{k=-n}^{n}{\binom {n}{k}}_{2}=3^{n}}
Los coeficientes de la n-fila coincidirían con la expansión de {\displaystyle (1+x+x^{2})^{n}}.
{\displaystyle (1+x+x^{2})^{n}=\sum _{k=-n}^{n}{\binom {n}{k}}_{2}x^{n-k}}

## Cálculo de las entradas del triángulo trinomial

### Fórmula directa
{\displaystyle {\binom {n}{k}}_{2}=\sum _{i=0}^{n}(-1)^{i}{\binom {n}{i}}{\binom {2(n-i)}{n-k-i}}}

### Recursiva
{\displaystyle {\binom {n}{k}}_{2}={\begin{cases}1,\ si\ n,k=0\\0,\ si\ |k|>n\\{\binom {n-1}{k-1}}_{2}+{\binom {n-1}{k}}_{2}+{\binom {n-1}{k+1}}_{2},si\ no\end{cases}}}
Pseudocódigo usando recursión:
```
entero TrianguloTrinomial(entero n,entero k){
    si(n == 0 y k == 0) devolver 1;
    si(valorAbsoluto(k) > n) devolver 0;
    devolver TrianguloTrinomial(n-1,k-1)+TrianguloTrinomial(n-1,k)+TrianguloTrinomial(n-1,k+1);
}

```

Ya que hay varios resultados iguales que se calculan varias veces es aconsejable usar programación dinámica:
```
entero matrix[n+1][k];
inicializar todos elementos matrix a -1;
entero TrianguloTrinomial(entero n,entero k){
    si(n == 0 y k == 0) devolver 1;
    si(valorAbsoluto(k) > n) devolver 0;
    si(matrix[n][valorAbsoluto(k)] == -1) matrix[n][valorAbsoluto(k)] = TrianguloTrinomial(n-1,k-1)+TrianguloTrinomial(n-1,k)+TrianguloTrinomial(n-1,k+1)
    devolver matrix[n][valorAbsoluto(k)];
}

```

Aprovechándonos de la propiedades del triángulo trinomial podemos reducir el número de valores almacenados en la memoria cogiendo el valor absoluto de k. Ya que la fórmula directa puede implicar calcular factoriales muy grandes puede ser más adecuada utilizar esta fórmula.

## Coeficientes centrales del triángulo trinomial
Los coeficientes de la columna central se pueden definir como el cociente de {\displaystyle x^{n}} de la expansión de {\displaystyle (1+x+x^{2})^{n}} o el valor de {\displaystyle {\binom {n}{0}}_{2}} , siempre será el coeficiente mayor de esa fila y produce la siguiente sucesión empezando en n = 0, {\displaystyle 1,1,3,7,19,51,141,393,1107...} (sucesión A002426 en OEIS).
Se puede usar la fórmula general para calcularla, pero existe una fórmula más sencilla para obtener su resultado en este caso específico.
{\displaystyle {\binom {n}{0}}_{2}=\sum _{i=0}^{n}{\binom {n}{2i}}{\binom {2i}{i}}}
Una de las aplicaciones principales de los coeficientes centrales es darnos las permutaciones de sumar n-números pertenecientes al conjunto {\displaystyle \{-1,0,1\}} que den como resultado 0, por ejemplo, para n = 2 tenemos {\displaystyle (-1,1),(0,0),(1,-1)} y {\displaystyle {\binom {2}{0}}_{2}=3}.
También existe una fórmula recursiva específica para la sucesión de coeficientes centrales:
{\displaystyle a_{n}={\begin{cases}1,&{\text{si }}a_{0},a_{1}\\{\frac {(2n-1)a_{n-1}+(3n-3)a_{n-2}}{n}},&{\text{si no }}\end{cases}}}
Pseudocódigo con programación dinámica:
```
entero almacSucesion[n+1];
incializar todos los elementos almacSucesion a -1;
entero sucesionCentral(int n){
    if(n >= 1){
        devolver 1;
    }
    if(almacSucesion[n] == -1){
        almacSucesion[n] = (2*n - 1)*sucesionCentral(n-1)+(3*n - 3)*sucesionCentral(n-2);
    }
    devolver almacSucesion[n];
}

```

## Números triangulares
El triángulo trinomial y los números triangulares guardan una estrecha relación, en el triángulo trinomial aparecen en las diagonales comenzando en los unos de la izquierda y derecha de la primera fila (empezamos a contar en 0). Los números triangulares se definen como la suma de todos los números positivos menores e iguales que n y existen diversas fórmulas para calcularlos:
{\displaystyle \sum _{k=1}^{n}k={\frac {n(n+1)}{2}}={\binom {n+1}{2}}} (sucesión A000217 en OEIS)
La sucesión empezando en n = 0 sería: {\displaystyle 0,1,3,6,10,15,21,28...}